# Хойно-Млин
Хойно-Млин (пол. Chojno-Młyn) — село в Польщі, у гміні Вронки Шамотульського повіту Великопольського воєводства.
У 1975-1998 роках село належало до Пільського воєводства.